# Samba-enredo
Samba-enredo, também chamado de samba de enredo, é um subgênero do samba. Sambas-enredos são compostos especificamente para  desfiles de carnaval de escolas de samba. O samba-enredo constitui-se de melodia e letras criada a partir do tema escolhidos, a cada ano, para o desfile de cada escola. A letra contém um enredo,  ou seja, uma narrativa - de preferência, com início, meio e fim - a partir da qual é elaborado todo o roteiro do espetáculo.
Outrora eram de criação livre os primeiros sambas-enredo cantados pelas escolas e, geralmente, falavam do próprio samba e do ambiente dos sambistas. A partir de meados da década de 1930, a instituição da competição oficial entre as escolas de samba do Rio de Janeiro levou essas agremiações a se comprometerem com desfiles temáticos. Em 1934 surgiu o primeiro estatuto das escolas de samba, escrito pela recém-formada União das Escolas de Samba (UES), destinado oficializar e regulamentar os desfiles das escolas do Rio de Janeiro. Tornou-se então obrigatória a adoção de temas nacionais nos desfiles (vultos históricos brasileiros, indígenas etc.), quase sempre  extraídos da historiografia oficial e com um viés francamente  ufanista. Mais tarde, foram incluídos também  lugares, personalidades e personagens ligados ao cinema, teatro e literatura.  Já  anos 1980, também a questões sociais e políticas passaram a ser tema dos enredos. Em 1981, a Arranco, do Engenho de Dentro, critica a falta de liberdade de escolha, com o samba-enredo "Ou isto ou aquilo". Daí em diante, inúmeros outros exemplos se seguiram.
Anualmente, as escolas de samba costumam promover concursos internos, onde várias músicas são apresentadas ao público em suas quadras, onde ao final, normalmente entre os meses de setembro e outubro, uma delas é escolhida como samba-enredo oficial para o Carnaval do ano seguinte. Algumas vezes, opta-se por fundir dois ou mais sambas-enredo que sejam do agrado dos membros da escola. O samba campeão embala a escola durante a fase de preparação, ensaios técnicos até ser apresentado no desfile de carnaval. Para que um samba seja considerado samba-enredo, o mesmo deve retratar o enredo escolhido pela comissão de carnaval da escola (não confundir enredo com tema). O samba-enredo é um dos quesitos utilizados no julgamento dos desfiles das escolas. A evolução da escola em muito depende do andamento do samba e seu desenrolar na avenida: Algumas escolas preferem o samba mais calmo, outras muito agitado, ou ainda mais românticos! Tudo depende de seu estilo de desfile que pode mudar de carnaval para carnaval. Escolas de Samba que tradicionalmente se apresentam com uma quantidade muito grande de componentes, em geral usam uma batida mais rápida para acelerar o movimento dos foliões na avenida e manter a harmonia do conjunto.

## História
Considera-se como primeiro samba-enredo, "O Mundo do Samba", da Unidos da Tijuca, cantado no desfile de 1933, embora haja controvérsias sobre o assunto.
Até 1947 as escolas de samba cantavam, durante o desfile, dois ou três sambas que não faziam alusão ao enredo. Cantava-se um refrão definido anteriormente e, durante o desfile, eram feitas improvisações. Em 1946, a instituição que, à época, organizava os desfiles das escolas de samba, proibiu a improvisação, exigindo que todas usassem o samba-enredo, que já havia surgido e era adotado eventualmente por algumas escolas.
Ficou famoso, naquele ano, o caso da escola de samba Prazer da Serrinha, que ensaiou o samba-enredo "Conferência de São Francisco" (de Silas de Oliveira e Mano Décio da Viola) mas, no momento do desfile, acabou por apresentar um samba de terreiro, o que levou a escola a uma má colocação e precipitou o surgimento da dissidência Império Serrano, no ano seguinte.
O primeiro samba-enredo gravado foi "Exaltação a Tiradentes", de Fernando Barbosa Júnior e Mano Décio da Viola, Estanislau Silva e Penteado, cantado por cantor Roberto Silva. Com o título reduzido para simplesmente "Tiradentes", foi composto para o carnaval de 1955, mas obteve pouca repercussão. Originalmente, o samba já tinha sido apresentado pela Império Serrano,  em 1949.
Em 1967, o samba-enredo da Mangueira "O Mundo Encantado de Monteiro Lobato" fez sucesso por todo o Brasil, em gravação de Eliana Pittman, estimulando o lançamento do primeiro álbum de sambas-enredo, que reunia todos os sambas do ano, em 1968, intitulado "Festival do Samba".